# Takeo Arishima
Takeo Arishima (în japoneză 有島武郎; n. 4 martie 1878, Koishikawa-ku⁠(d), Tōkyō, Japonia – d. 9 iunie 1923, Karuizawa⁠(d), Prefectura Nagano, Japonia) a fost prozator și eseist japonez.

## Opera
- 1917: Urmașii lui Cain ("Kain no Matsuei");
- 1918: Micuților mei ("Chiisaki mono e");
- 1919: O anumită femeie ("Aru Onna").